# Придушення Угорського повстання (1848—1849)
Придушення Угорського повстання (1848—1849) — бойові дії між загонами угорської армії і австрійськими імператорськими військами, що почалися після спроби виходу Угорщини з Австрійської імперії, які були ускладнені сутичками із слов'янським ополченням і вторгненням Російської армії генерал-фельдмаршала Івана Паскевича.

## Передумови

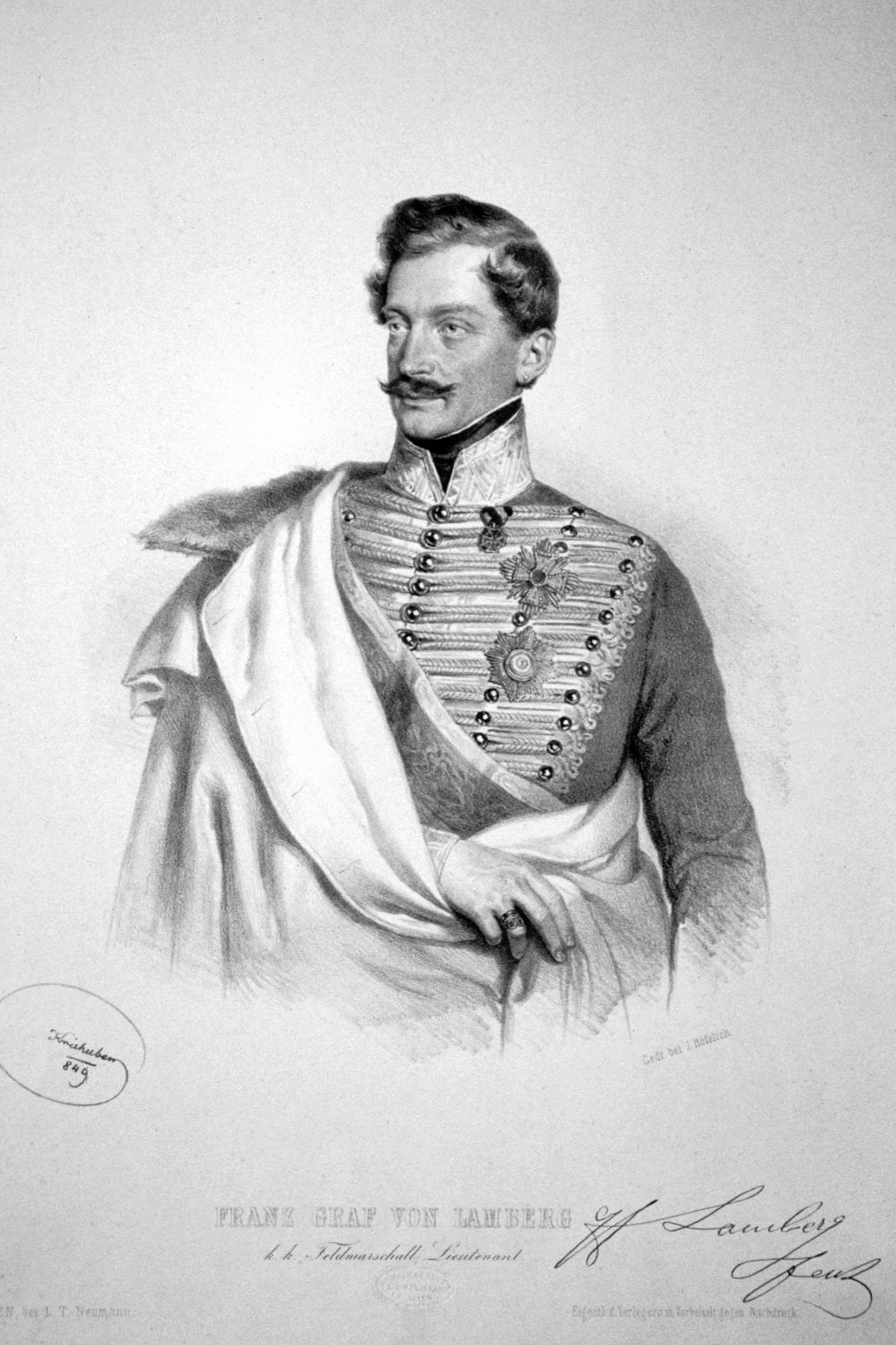
Франц Ламберг, вбивство якого призвело до Угорської війни

Угорська революція розпочалася 15 березня 1848, однак австрійський імператор Фердинанд вельми мляво реагував на ситуацію в Угорщині і навіть санкціонував деякі кроки революційного уряду. Почасти це пояснювалося тривожною ситуацією в Італії, північна частина якої на той момент входила до складу Австрії. Лише з серпня 1848 імператор почав критикувати незалежні дії місцевих угорських улад. Відкритий збройний конфлікт спалахнув після того, як 28 вересня 1848 угорські радикали при прямих закликах угорських депутатів стратили відрядженого до Угорщини фельдмаршал-лейтенанта Франца Ламберга. Спроба вирішити ситуацію хорватським прикордонним корпусом Йосипа Єлачича не увінчалася успіхом. Австрійський імператор почав готувати армію для упокорення Угорщини, що спровокувало повстання у Відні.

## Учасники

### Угорська армія

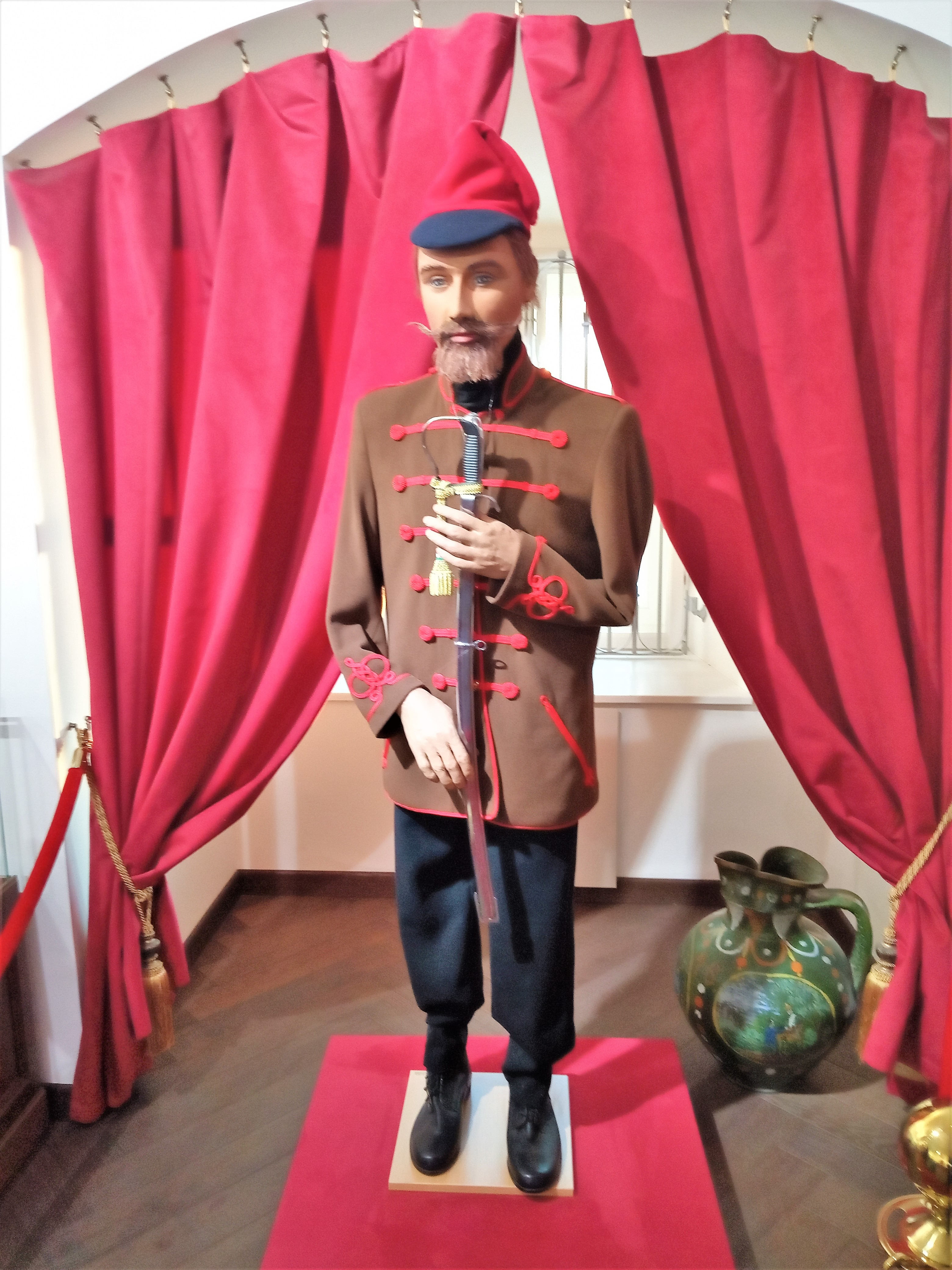
Однострій угорського гонведа 1848-49р

7 травня 1848 угорський уряд затвердив сформування 10 батальйонів гонведів (10 000 осіб); 29 червня оголошено набір 200 000 осіб, з яких 40 000 негайно; в серпні було постановлено установа рухомої національної гвардії в 32 000 осіб. У вересні в розпорядженні угорського уряду було всього 18 000 осіб; в жовтні чисельність угорських військ зросла до 25 000. До моменту вступу у війну головних російських сил чисельність угорської армії значно зросла: всього було регулярних військ (зі складу австро-угорської армії) 25 батальйонів, 18 гусарських полків (144 ескадронів), 50 батарей (400 гармат); гонведи-ополчення — 147 батальйонів, італійський та польський легіони; загальна кількість військ досягло 190 000 осіб.
Головні сили угорців були розподілені наступним чином:
- Армія Гергея — 58 000 осіб — розташовувалася в західній Угорщині;
- Загін Клапки — 18 000 осіб — близько Банської Бистриці і Розенберга;
- Загін Дембінського — 30 000 осіб — близько Лейтшау в Словаччині;
- Загін Дамьяніча — 15 000 осіб — Кошиці;
- Загін Бема — 30 000 осіб — розташовувався в Банаті та ніс охорону гірських проходів в Трансільванію;
- Загін Перцеля — 10 000 осіб — був у Зомборі біля Надькюртеша.

### Австрійська імператорська армія
Головні сили австрійських військ (близько 80 000 осіб), під керівництвом князя Віндішгреца, перед початком військових дій мали склад:
- 1-й піхотний корпус (фельдмаршал-лейтенант Єлачич) — 16 батальйонів, 24 ескадрони, 52 гармати (21 418 осіб);
- 2-й піхотний корпус (фельдмаршал-лейтенант граф Врбне) — 17,3 батальйонів, 7 ескадронів, 54 гармати (20 358 осіб);
- 3-й (резервний) корпус (фельдмаршал-лейтенант Сербеллоні) — 5 батальйонів, 25 ескадронів, 108 гармат (15 250 осіб);
- Гарнізон Відня — 17 батальйонів, 10 ескадронів, 36 гармат (22 852 осіб).

### Російський експедиційний корпус
- 2-й корпус генерал-лейтенанта Купреянова — 4, 5, 6-а піхотні, 2-я легка кавалерійська і 2-а артилерійська дивізії (48 967 осіб);
- 3-й корпус генерал-ад'ютанта Рідигера — 7, 8, 9-а піхотні, 3-тя легка кавалерійська і 3-я артилерійська дивізії (44 928 осіб);
- 4-й корпус генерала від інфантерії Чеодаева — 10, 11, 12-а піхотні, 4-я легка кавалерійська і 4-а артилерійська дивізії (20 тис. чоловік);

Загальна чисельність російських військових сил, склала, таким чином, близько 106 000 чол.
5-й корпус генерал-адютанта Лідерса, (14 і 15-а піхотні, 5-я легка кавалерійська і 5-а артилерійська дивізії і 3-й козачий Донський полк — 28 676 осіб) за згодою з Туреччиною, перебував у відрядженні в Дунайських князівствах для забезпечення там порядку. 9-а піхотна дивізія Панютина (11 тис. багнетів і 48 гармат) розташовувалася біля південних кордонів Царства Польського і була призначена в похід для посилення австрійських військ.